# Lucienne Laroche
Lucienne Laroche (* 1929 in Paris; † 1981) war eine französische Vorderasiatische Archäologin.

## Leben und Leistungen
Lucienne Laroche studierte Vorderasiatische Archäologie bei André Parrot an der École du Louvre. Nachdem sie 1953 ihren Abschluss gemacht hatte, begann sie noch im selben Jahr als Chargé de mission am Louvre zu arbeiten. Danach wurde sie Parrots Mitarbeiterin am Centre national de la recherche scientifique (CNRS). Nachdem Perrot 1968 Direktor des Louvre wurde, folgte ihm Laroche auch dorthin und blieb dessen Assistentin bis zu seiner Pensionierung im Jahr 1972. Als Parrot den Louvre verließ, ging auch Laroche, um sich der Auswertung ihrer Grabungsbefunde zu widmen. Sie starb nach schwerer Krankheit nur wenig über 50 Jahre alt.
Laroche galt als vorbildliche Archäologin, die sich immer in den Dienst ihrer Forschungen stellte. Mit Parrot grub sie von 1966 bis 1974 im syrischen Mari, zudem 1967 im irakischen Larsa. In diesen Zeiten war es noch ungewöhnlich, dass bei französischen Grabungsmissionen überhaupt Frauen mitgenommen wurden. Ebenso ungewöhnlich war ihre Berufung zur Redaktionssekretärin der wissenschaftlichen Zeitschrift Syria. Revue d’art oriental et d’archéologie 1961. Obwohl Laroches früher Tod eine größere Publikationstätigkeit verhindert hatte, veröffentlichte sie zwei Bücher, darunter das von der UNESCO heraus gegebene, viersprachige L’Art de Sumer. Auch das zweite Buch wurde in mehrere Sprachen, darunter ins Englische und Deutsche, übersetzt und fand eine weite Verbreitung.

## Publikationen (Auswahl)
- L’Art de Sumer. Sumerian Art. Die Kunst der Sumerer. El Arte sumerio. UNESCO / Editions Rencontre, Lausanne / Paris 1971.
- Dai Sumeri ai Sassanidi (= Grandi Monumenti.). Arnoldo Mondadori Editore, Mailand 1974.
  - britische Ausgabe: The Middle East. Cassell Illustrated, London 1974, ISBN 0-304-29436-5.
  - US-amerikanische Ausgabe: The Middle East. Grosset & Dunlap, New York 1974, ISBN 0-448-02021-1 [1980 auch Ausgabe für die Reader’s Digest Association].
  - deutsche Ausgabe: Mesopotamien (= Monumente grosser Kulturen.). Ebeling, Wiesbaden 1975.
  - französische Ausgabe: Moyen-Orient. Fernand Nathan, Paris 1979, ISBN 2-09-284529-2.